# 폰토 왕 미트리다테

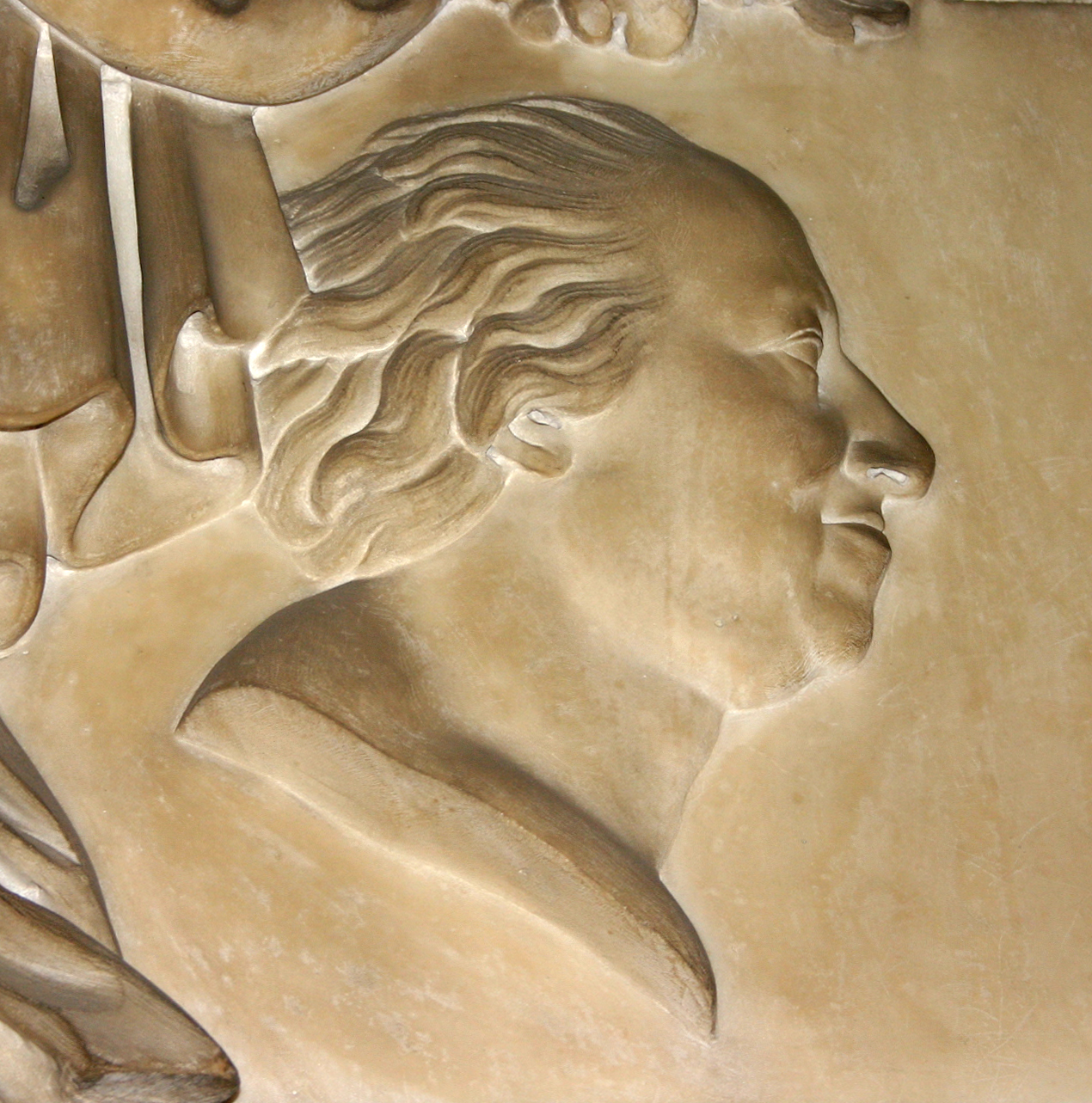

《폰토 왕 미트리다테》(Mitridate, re di Ponto)는 볼프강 아마데우스 모차르트가 지은 오페라 중 하나이며, 장 라신의 희곡 미트리다테를 바탕으로 제작되었다.